# Plaza Murillo
La plaza Murillo es la plaza principal de la ciudad de La Paz, sede de gobierno de Bolivia. Se convirtió en el centro del poder político del país después del traslado del Poder Ejecutivo a La Paz como resultado de la Guerra Federal de 1899. Está ubicada a una altitud de 3650 metros sobre el nivel del mar.

## Historia

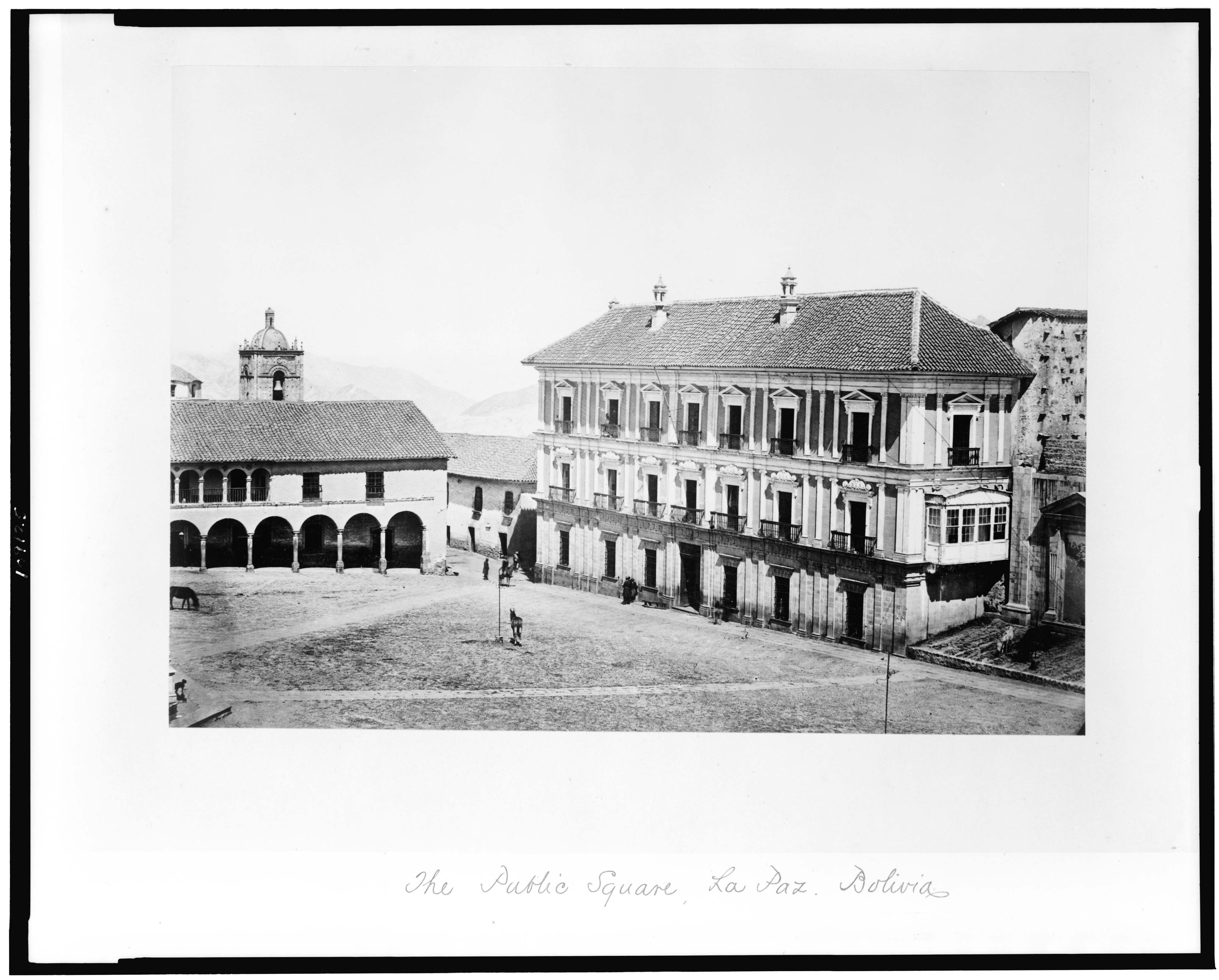
Palacio Quemado circa 1868.

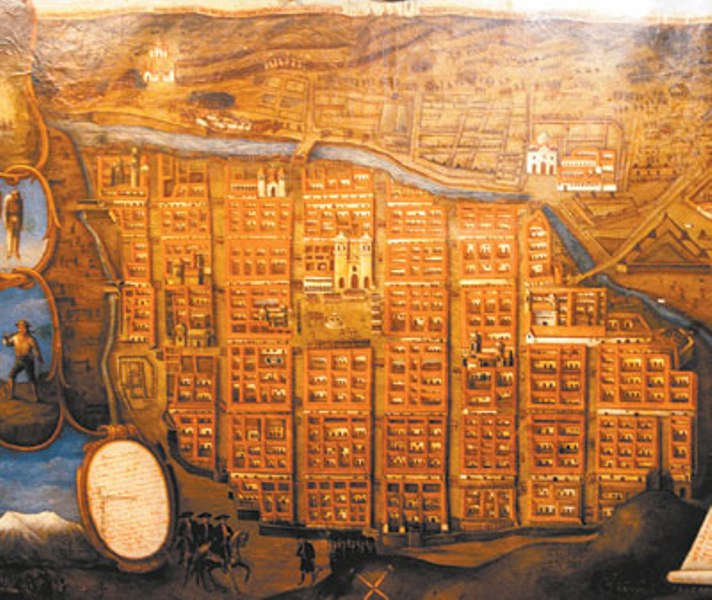
El plano muestra el estilo damero con que fue construida la ciudad de La Paz, 1781 cerco de Túpac Katari.

Este espacio fue concebido 10 años después de la fundación de la Ciudad de Nuestra Señora de La Paz, el 20 de octubre de 1548, es decir en 1558 por encargo del corregidor Ignacio de Aranda.
Esta plaza se diseñó al otro lado del río Choqueyapu muy alejado de la plaza principal en Churubamba donde Alonso de Mendoza fundó la ciudad. El diseño obedeció a la ordenanza de las ciudades españolas delineadas en forma de damero, con manzanas simétricas, rectangulares y de iguales dimensiones
A comienzo del siglo XIX la Plaza Mayor de La Paz era el epicentro del poder de la ciudad y escenario principal de la vida pública. Alrededor de ella se ubicaban los edificios de las principales instituciones, el Cabildo de La Paz estaba situado en la esquina sudeste (en lo que actualmente es el Palacio de Gobierno), la iglesia Mayor en la esquina oeste (actual catedral), las Cajas Reales frente al Cabildo (hoy la Prefectura), mientras el Cuartel estaba en la acera norte (hoy el Café París)
La residencias de los vecinos más notables se encontraban también en esta Plaza, como el imponente Palacio ubicado en la esquina de las calles Comercio y Socabaya, construido en 1775 como vivienda de D. Francisco Tadeo Diez de Medina. Posteriormente conocido como El palacio de los condes de Arana y actual Museo Nacional de Arte. Prominentes ciudadanos, comerciantes y propietarios importantes tenían tiendas y casas en las inmediaciones.

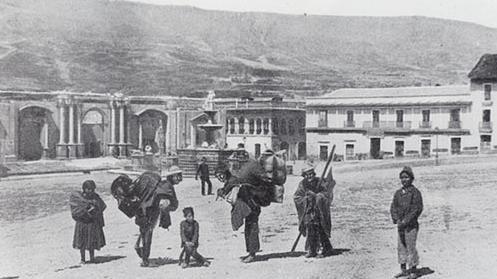
Plaza Murillo, vista del Museo Nacional de Arte, la Catedral de La Paz, la Casa Diez de Medina y la Fuente de Neptuno,1860.

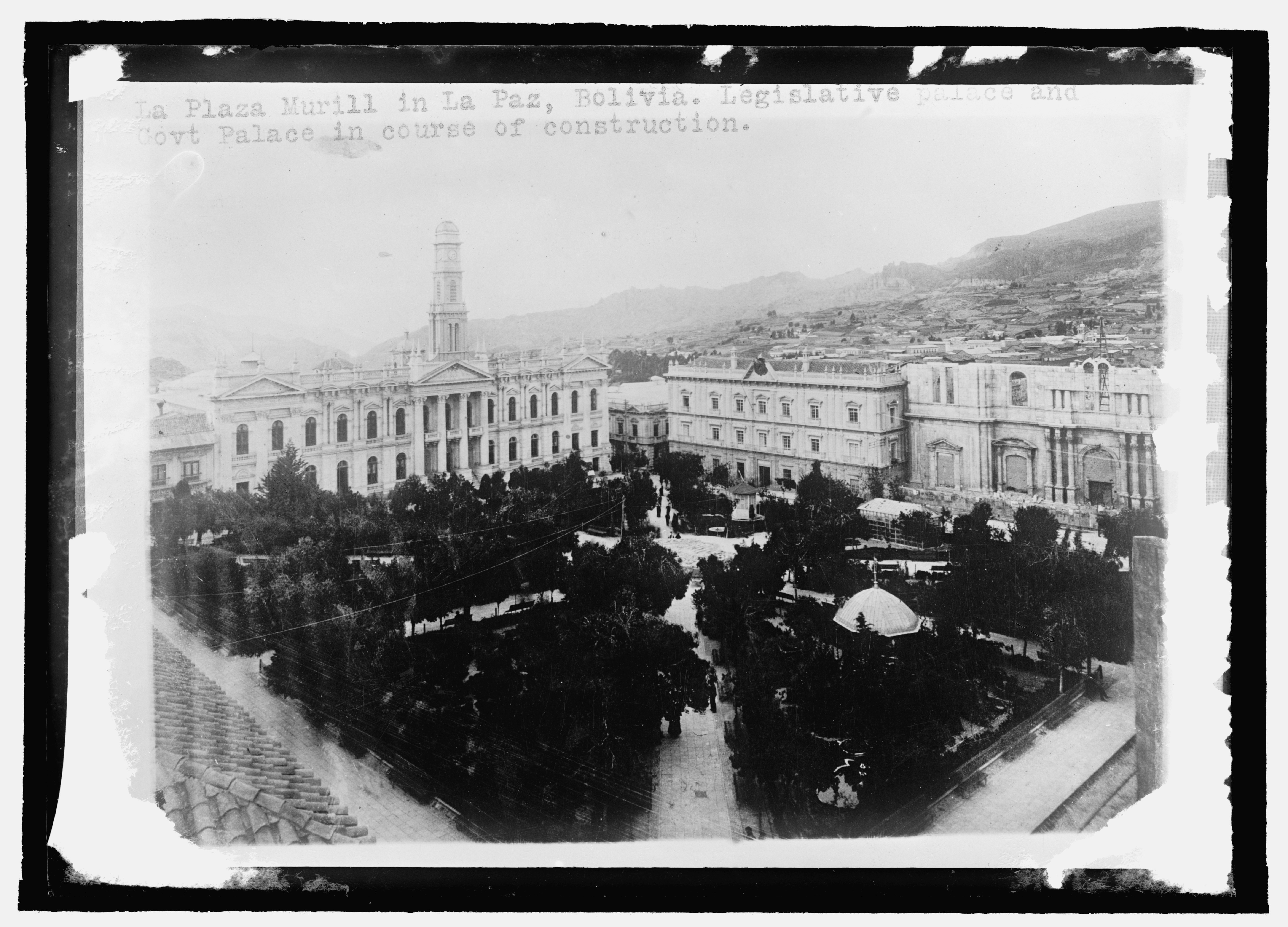
Plaza Murillo, circa 1908, durante la construcción de la Catedral.

Por ser el reducto de la élite local, el centro de la ciudad tenía las mejores condiciones, contaba con iluminación por las noches y concentraba la mayor cantidad de pilas y fuentes de agua.
Los ritos cívicos y religiosos más importantes se realizaban en la plaza: las ceremonias se realizaban en la plaza: las ceremonias religiosas (procesiones, fiestas patronales y cortejos fúnebres); los actos cívicos y militares (posesión de autoridades, desfiles y revistas de tropa, pregones y lectura de bandos); la justicia también se aplicaba en este espacio, donde ejecutaban las penas corporales a los criminales. Era un espacio simbólico de consagración y recreación del poder, desde donde se aseguraba la presencia de las autoridades coloniales y se irradiaban la cultura europea.
Pero la plaza mayor cumplían también una función cotidiana: en ella se instalaban diariamente pequeños comerciantes y mercachifles mestizos e indígenas que ofrecían sobre todo efectos de Castilla, es decir los productos llegados de ultramar.
Constituía además y por todo lo descrito, un punto de encuentro y vinculación entre los grupos sociales, la élite local y los sectores populares, españoles, criollos, mestizos e indígenas.

### Levantamiento del 16 de julio de 1809
Aprovechando la procesión de Nuestra Señora del Carmen, el 16 de julio de 1809, Pedro Domingo Murillo. Junto a algunos revolucionarios de la época, tomaron el Cuartel de las Milicias a las 19:30. Los independentistas amotinados, dirigiéndose hacia la Plaza Mayor, tomaron presos a todos los oficiales de la indicada Unidad Militar; depusieron al gobernador Tadeo Dávila y a todas las autoridades civiles realistas. Pocos días después el 22 de julio, Murillo se presentó al frente de las tropas, que habían desfilado encabezadas por las autoridades del Cabildo y fue reconocido como Comandante a nombre de la revolución, fue una ceremonia solemne como se acostumbraba en la época. Días después, fueron posesionados los miembros de la Junta Tuitiva y el resto de los nuevos oficiales, entre ellos Juan Bautista 

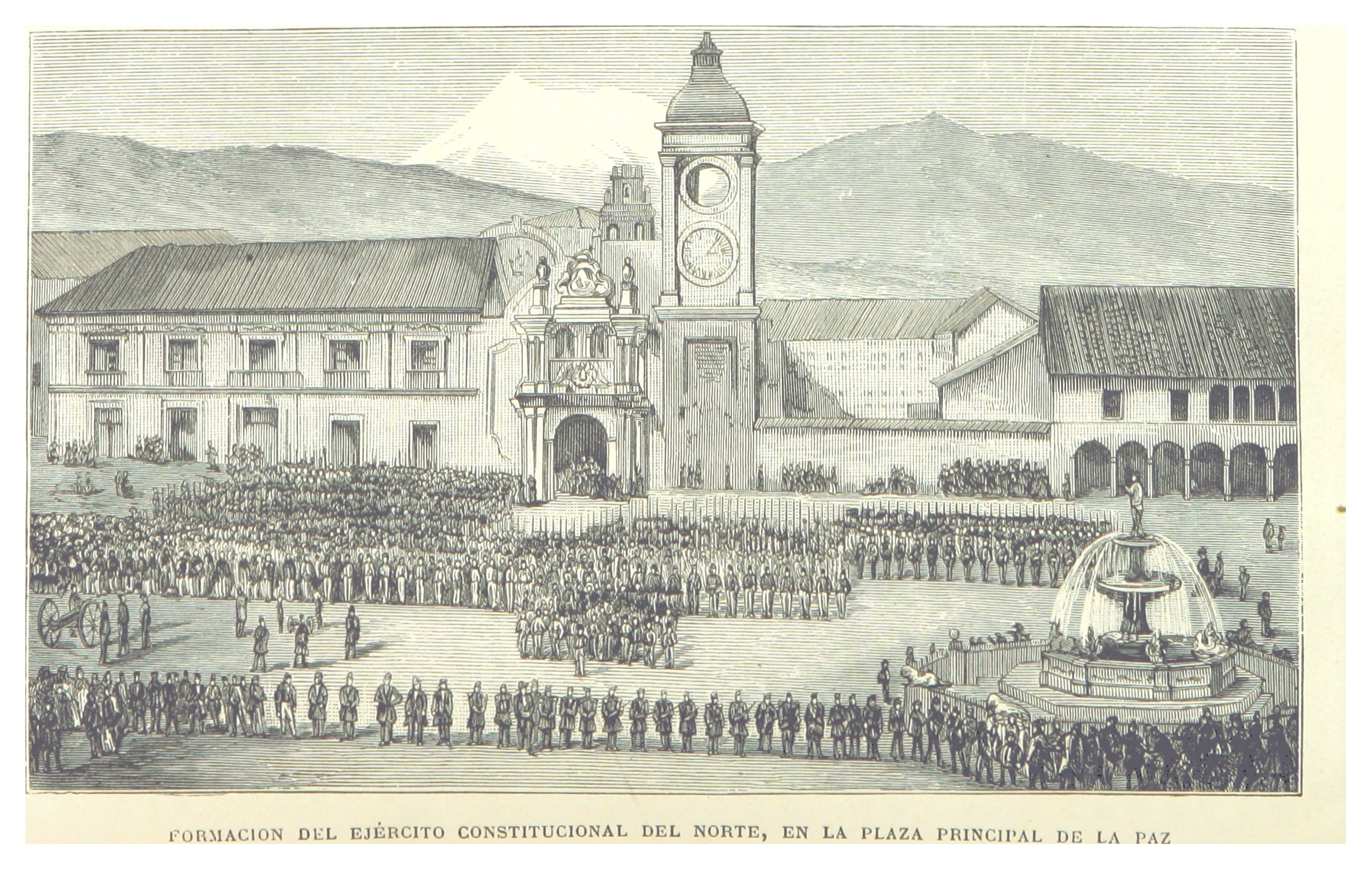
Plaza Muriilo en 1874.

Sagárnaga. En ocasiones como ésta, las autoridades de la Corona obsequiaban dinero a la multitud congregada; este gesto fue imitado por algunos miembros de la Junta que repartieron “mucha cantidad de dinero al pueblo”.

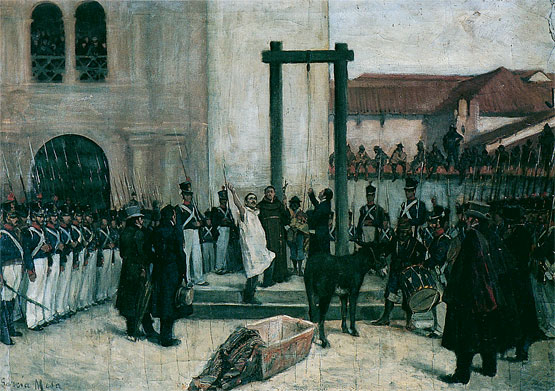
Pedro Domingo Murillo en la plaza de Armas antes de ser ejecutado en 1810.

La Junta fue disuelta a fines de septiembre de 1809, para evitar un derramamiento de sangre, y la revolución fue apaciguada por el general José Manuel de Goyeneche, alrededor de noventa revolucionarios fueron sentenciados a muerte; a la cabeza de Pedro Domingo Murillo fueron ahorcados los principales líderes revolucionarios el 29 de enero de 1810 en la Plaza de Armas.

### Nombre de la plaza
Su nombre inicial en la época de la colonia española  fue Plaza Mayor, pero posteriormente se denominó Plaza de Armas. En la época de la naciente República de Bolívar del año 1825, (actualmente Bolivia), la Plaza de Armas cambió su nombre a Plaza 16 de julio. Posteriormente el 16 de julio del año 1909, conmemorando el "Centenario de la Primera Revolución Libertaria de América", la plaza cambió su nombre de manera definitiva, a lo que actualmente es la Plaza Murillo, en tributo póstumo al héroe mártir boliviano Pedro Domingo Murillo (1759-1810), en memoria a su participación y liderazgo en el levantamiento armado independentista del 16 de julio de 1809 en contra de la corona española.

## Particularidades

### Fuente del dios Neptuno

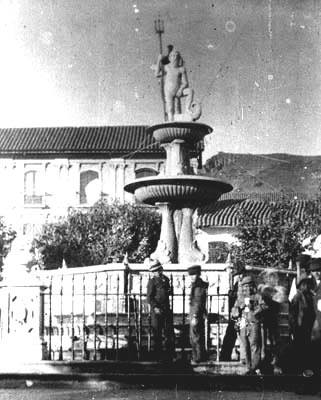
Fuente de Berenguela con el dios Neptuno en Plaza Murillo

En 1587 se instaló la primera fuente que se conectaba a un acueducto. En 1852 se encomienda otra fuente de berenguela de mayores dimensiones diseñada por el arquitecto José María Nuñez del Prado y labrada por las manos del artista Feliciano Cantuta, fue inaugurada el 17 de julio de 1855 y perduró hasta 1909, fecha para la cual fue sustituida por el monumento a Murillo por los 100 años de la revolución, solo Neptuno fue trasladado a la gruta de Lourdes, último lugar que se tiene registro de su ubicación. La fuente tenía una escultura del dios Neptuno y rodeado de sirenas de fino labrado en cuyas manos tenían peces de cuyas bocas salían chorros de agua. No se debe confundir con la fuente de Neptuno tallada por Giuseppe Magnani en 1929 que se encontraba en el Prado que posteriormente fue trasladada a la plaza en el parque del Montículo, ambas son totalmente diferentes.

### Estatua de Pedro Domingo Murillo
En 1909 retirada la fuente del Dios Neptuno, se colocó en el centro de la plaza un monumento de 3 metros de alto de estilo neoclásico y fundido en bronce de Pedro Domingo Murillo, obra del escultor italiano Ferruccio Cantella. En el pedestal del monumento está la imagen escultórica de una mujer que representa a la Madre Patria; tiene a su lado a un soldado libertador y a la derecha un león de bronce que simboliza el arrojo y la victoria.
Con traje de la época y con levita, Murillo lleva colgada del brazo una capa y sujeto con la mano un sombrero de ala. Aparentemente no agradó a las élites de la sociedad boliviana y se decía entonces que no se trataba de Murillo sino, probablemente, de un torero.
La polémica surgió por la travesía con que se trajo la estatua y otras piezas desde Italia.
Su armador Horacio Ferruccio, con todos los avatares que implicaba una larga travesía por mar y a lomo de bestia para llegar a La Paz, afrontó la desgracia del naufragio del barco que trasladaba la carga. Varias piezas se perdieron irremediablemente en la profundidad del mar.

### Figuras femeninas
Con el paso del tiempo, en la plaza Murillo fueron haciendo aparición bellas figuras femeninas hechas en mármol de Carrara que representan las estaciones del año: verano, invierno, otoño y primavera, y a las cuatro musas de las artes: la Pintura, la Arquitectura, la Música y la Escultura.

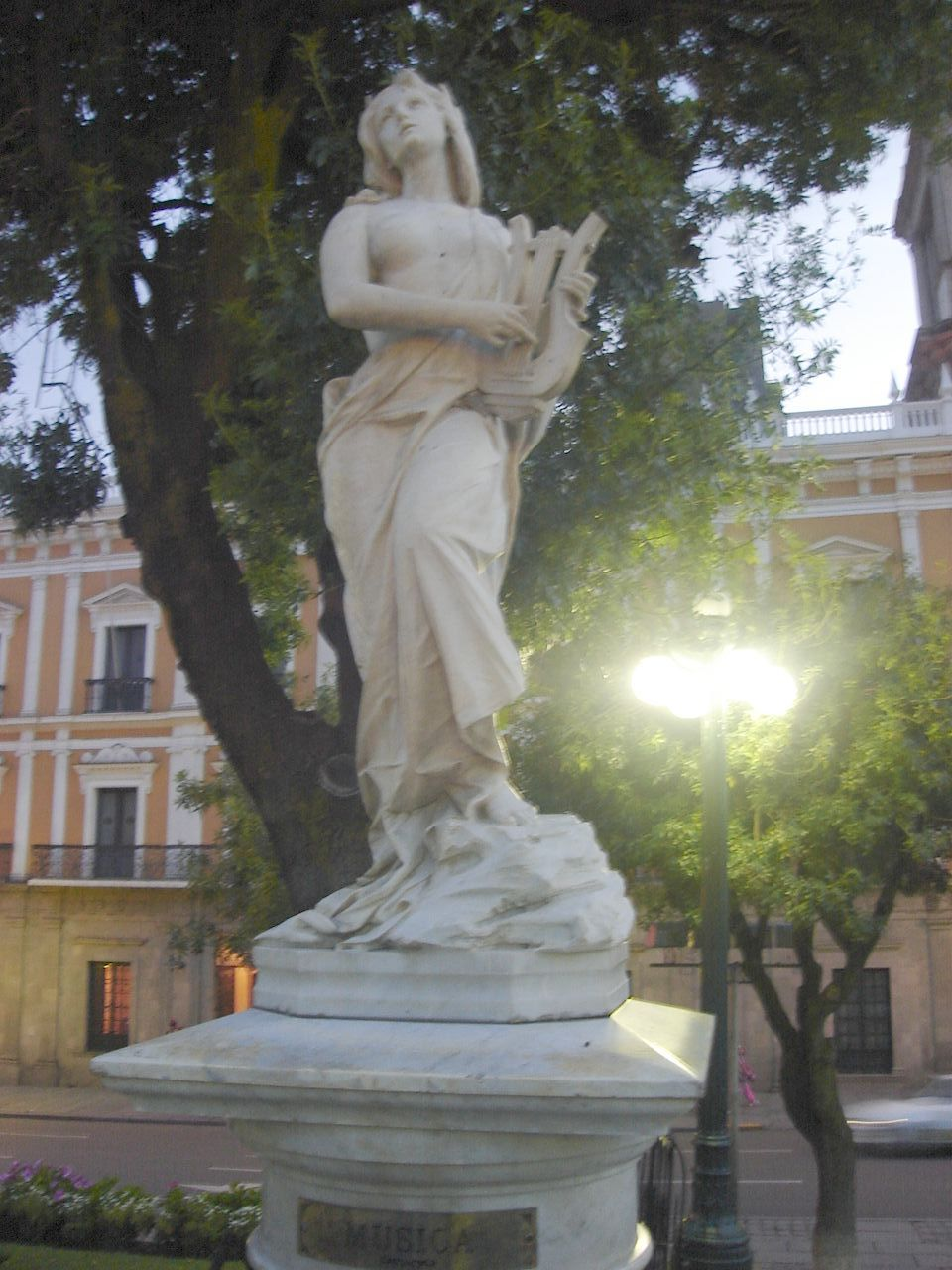
Representación de la Música
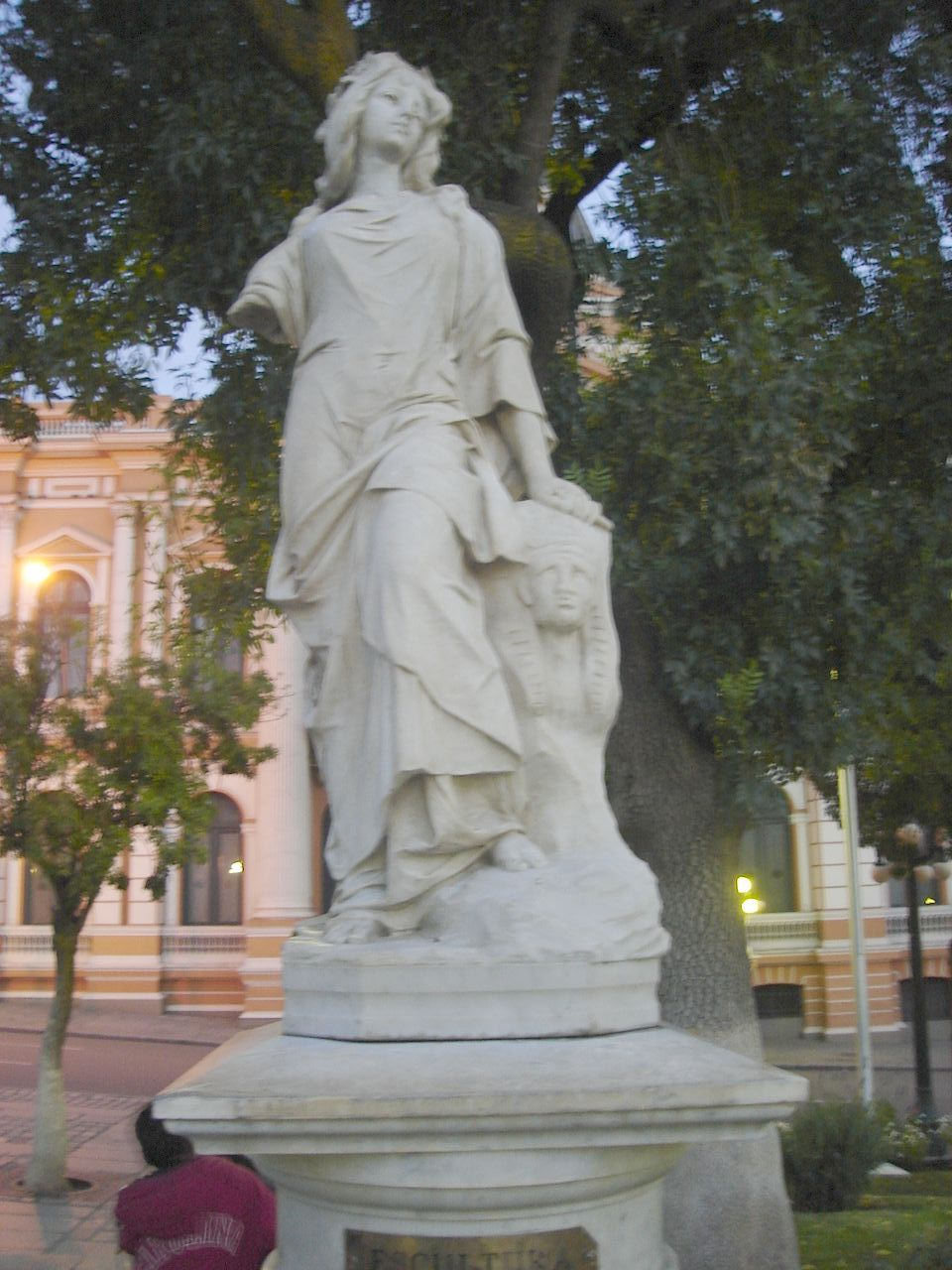
Representación de la Escultura
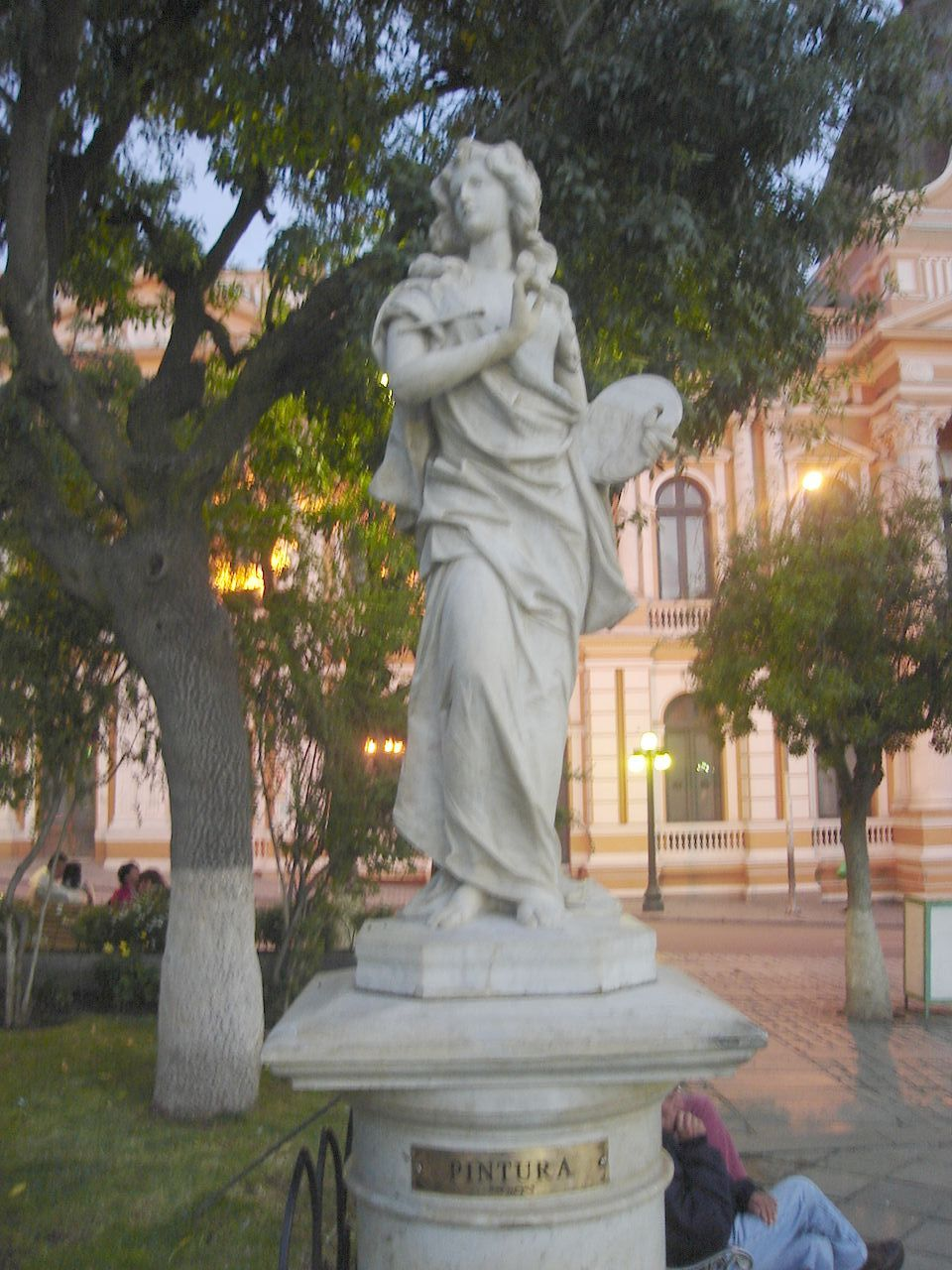
Representación de la Pintura
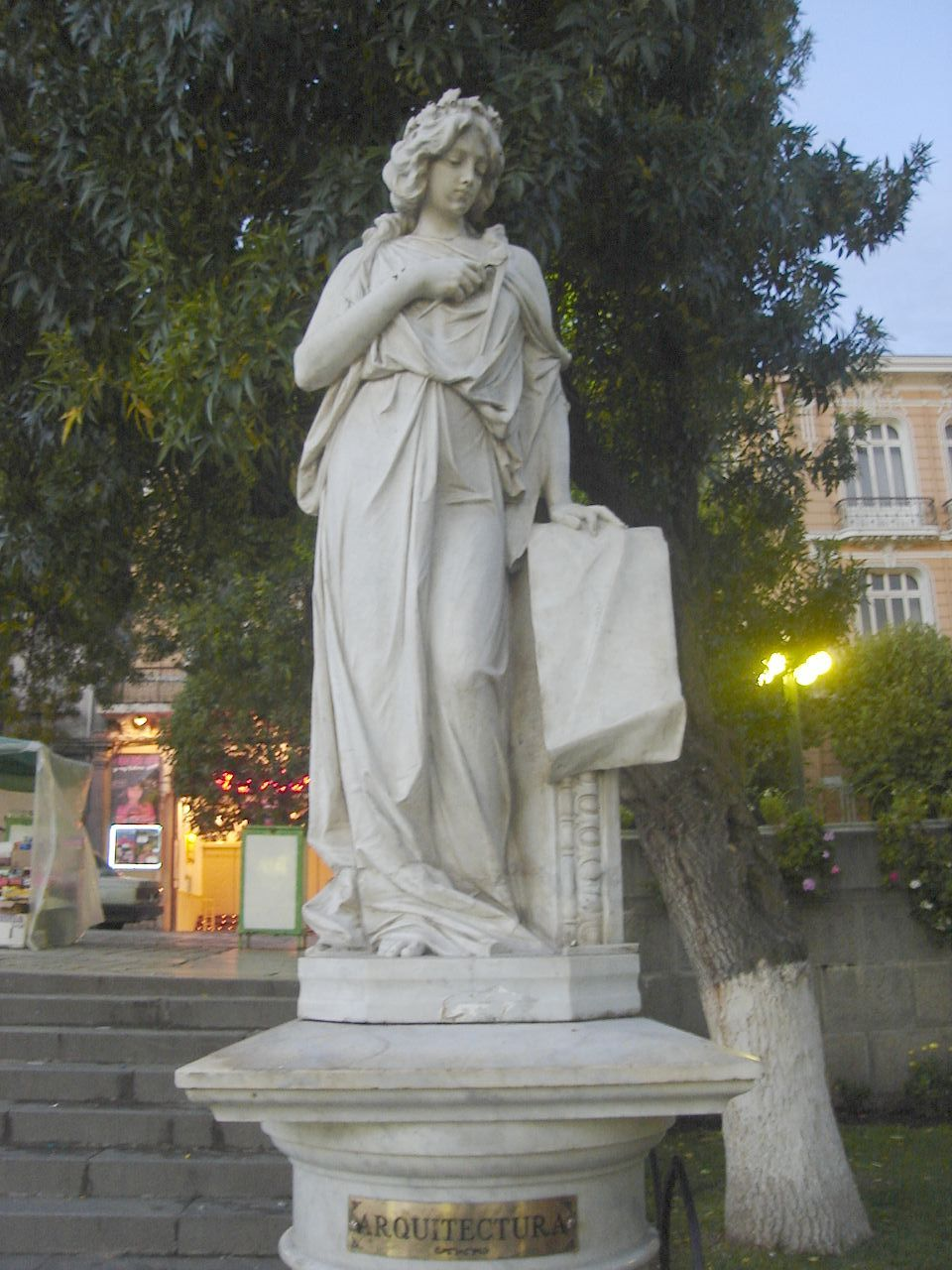
Representación de la Arquitectura
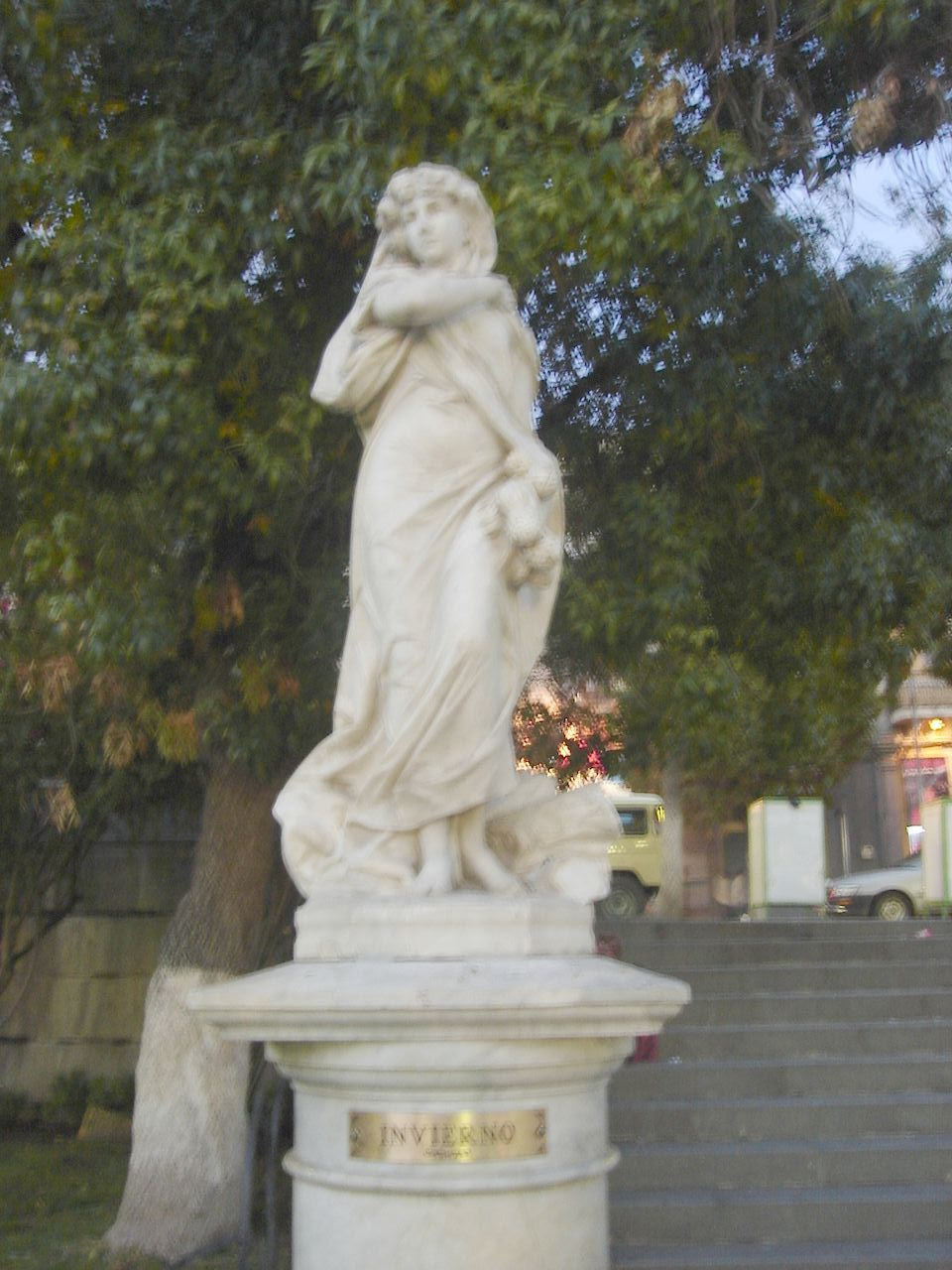
Representación del Invierno
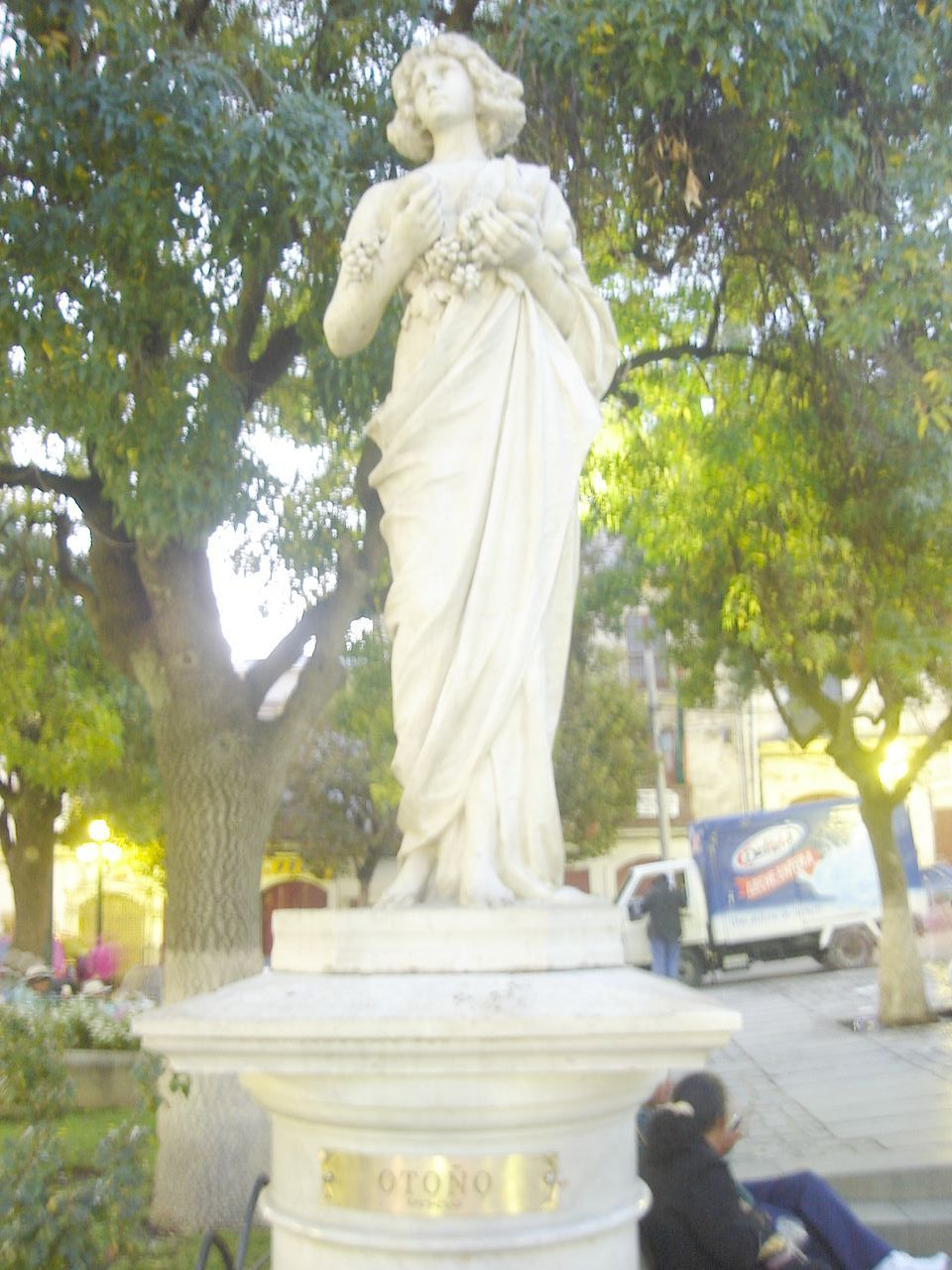
Representación del Otoño

### Acta de la Junta Tuitiva
Esculpida en piedra, en forma de un libro abierto por la mitad, queda escrita una copia fiel de la Proclama de la Junta Tuitiva, la cual fue leída por primera vez por Pedro Domingo Murillo en el mes de julio de 1809. 

Compatriotas:
Hasta aquí hemos tolerado una especie de destierro en el seno mismo de nuestra patria. Hemos visto con indiferencia por más de tres siglos sometida nuestra primitiva libertad al despotismo y tiranía de un usurpador injusto que degradándonos de la especie humana nos ha reputado de salvajes y mirado como a esclavos. Hemos guardado un silencio bastante parecido a la estupidez que se nos atribuye por el inculto español, sufriendo con tranquilidad que el mérito de los americanos haya sido siempre un presagio cierto de su humillación y ruina. 
Ya es tiempo, pues, de sacudir yugo tan funesto a nuestra felicidad como favorable al orgullo nacional del español. Ya es tiempo de organizar un nuevo sistema de gobierno fundado en los intereses de nuestra patria, altamente deprimida por la política bastarda de Madrid.
Ya es tiempo, en fin, de levantar el estandarte de la libertad en estas desgraciadas colonias adquiridas sin el menor título y conservadas con la mayor arrogancia y tiranía.
Valerosos habitantes de La Paz y de todo el imperio del Perú, relevad nuestros propósitos por la ejecución; aprovechaos de las circunstancias en que estamos, no miréis con desdén la felicidad de nuestro suelo, ni perdáis jamás de vista la unión que debe reinar en todos, para ser en adelante tan felices como desgraciados hasta el presente.
Nuestra Señora de La Paz, 22 de julio de 1809

En la conclusión final, de la proclama de la Junta tuitiva, están grabados los nombres de los principales líderes revolucionarios: Pedro Domingo Murillo, Basilio Catacora, Buenaventura Bueno, Melchor Jiménez, Mariano Graneros, Juan Antonio Figueroa, Apolinar Jaén, Gregorio García Lanza y Juan Bautista Sagárnaga.

### Estribo
Se erigió un estribo de señalización que resalta el sacrificio que hicieron por la independencia Pedro Domingo Murillo y los otros protomártires bolivianos.

### Busto de Gualberto Villarroel
En 1979, se erigió un busto conmemorativo al trigésimo noveno presidente de Bolivia Gualberto Villarroel, el cual fue colgado muerto, en el faro de una de las aceras de la plaza Murillo, después de ser brutalmente golpeado por una turba en Palacio Quemado y lanzado por uno de sus balcones hacia la calle. Gualberto Villarroel fue víctima de la conspiración “rosca minero feudal”, que vio amenazado sus privilegios económicos en aquella época.

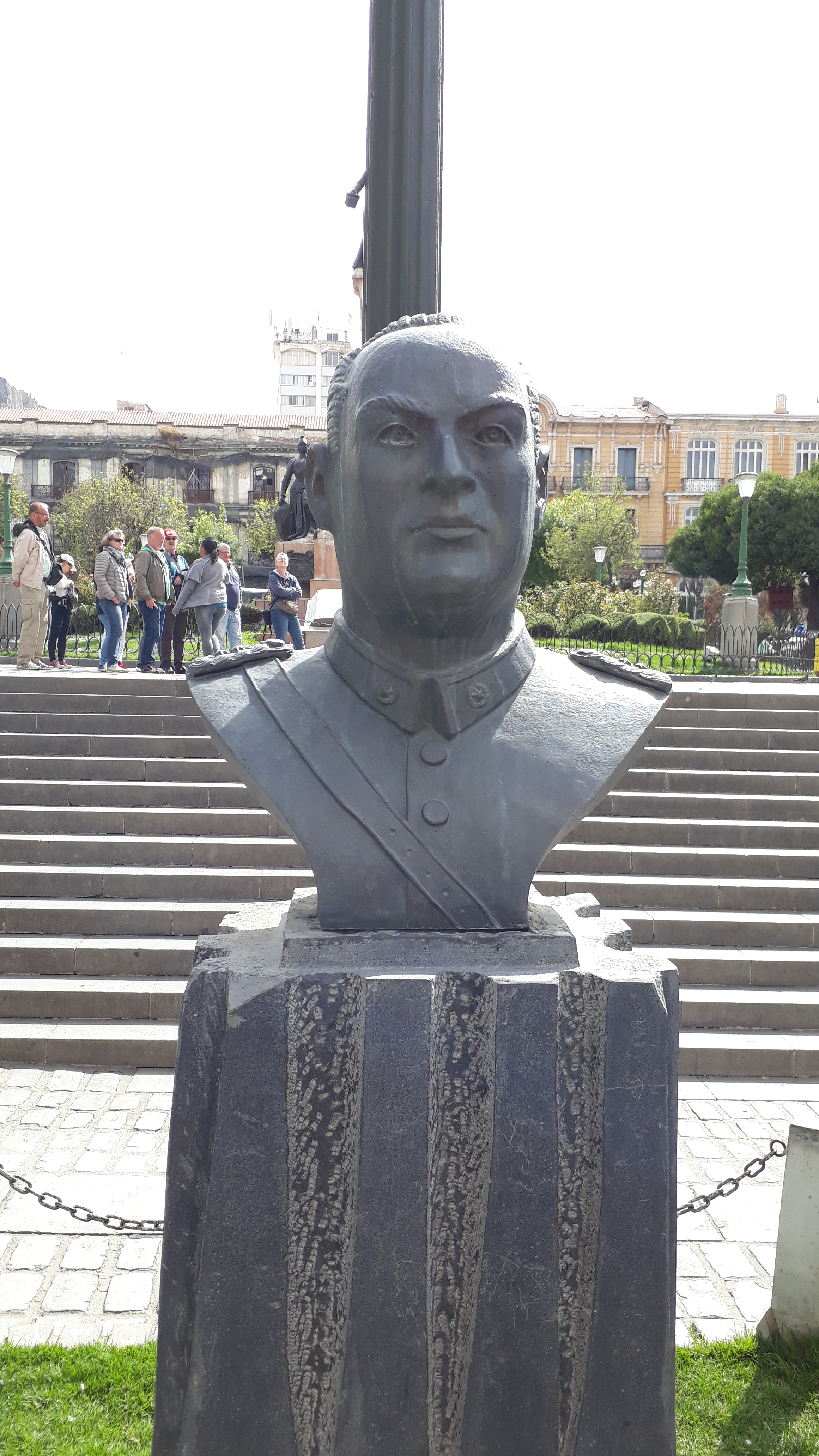
Busto de Gualberto Villarroel en plaza Murillo

### Kilómetro 0
Existe una placa de bronce que marca el Kilómetro Cero, de acuerdo al Decreto Supremo N.º 06283 del 23 de noviembre de 1962. La placa se halla en el lado sur de la plaza Murillo.

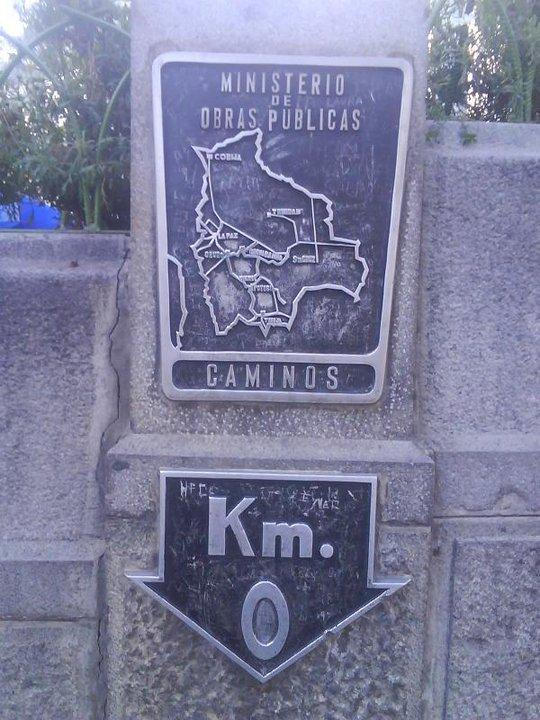
Placa del Kilómetro 0, ubicado en plaza Murillo de la ciudad de La Paz.

### Panel de los Protomártires
Es una estructura conmemorativa de estilo moderno, construida y diseñada de granito y vidrio. En ella se encuentran grabados los rostros de los protomártires julianos.

### Catedral metropolitana de Nuestra Señora de La Paz
La catedral metropolitana de estilo neoclásico fue construida entre 1832 y 1932, sobre los predios de la antigua catedral construida entre 1555 y 1610, la que poseía arquitectura del barroco español, tras el hundimiento del presbiterio y el deplome en plena liturgia de una de las torres en 1831, se decidió por su completa demolición en 1832,  fueron salvadas dos estatuas, de las doce de ángeles trompeteros que decoraban sus campanarios, hoy esas figuras se encuentran en el Cementerio General como testigos mudos de la historia paceña y boliviana. La actual Catedral en enero de 1988 con motivo de la visita papal de Juan Pablo II en mayo de 1988, estrenó finalmente sus torres modificadas del diseño original de Sanahuja de 1834; cabe recalcar que los planos originales de ésta fueron diseñados por el clérigo Manuel de Sanahuja, mismo fraile que trazó la catedral Potosina, los trazos de Sanahuja tuvieron posteriormente las intervenciones de retoque por José Nuñez del Prado a mediados del siglo XIX y de Antonio Camponovo a principios del siglo XX principalmente y al final como describimos líneas arriba, las torres tuvieron otras modificaciones para su entrega definitiva a fines del siglo XX.

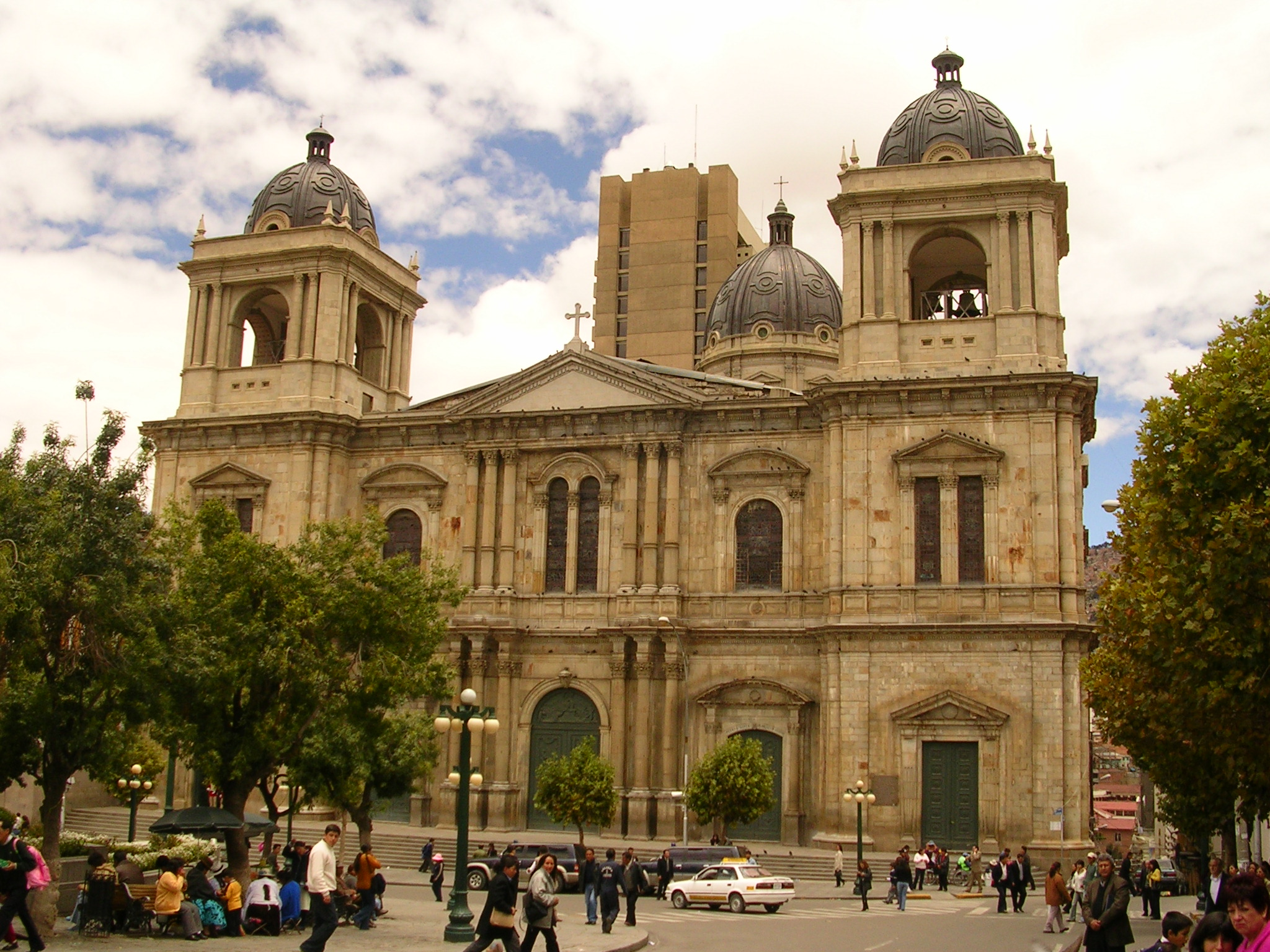
Catedral Metropolitana de Nuestra Señora de La Paz

### Centro Político de Bolivia
La Plaza Murillo alberga en su entorno, a los tres edificios más importantes de la administración estatal boliviana, de su región y eclesiástica, entre éstas:

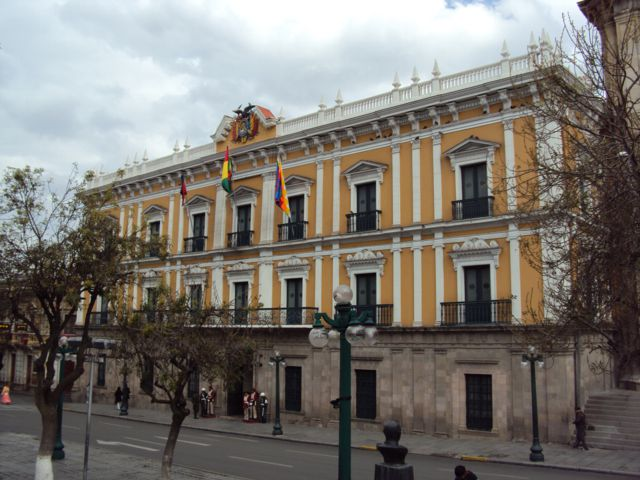
Palacio de Gobierno de Bolivia (Palacio Quemado)

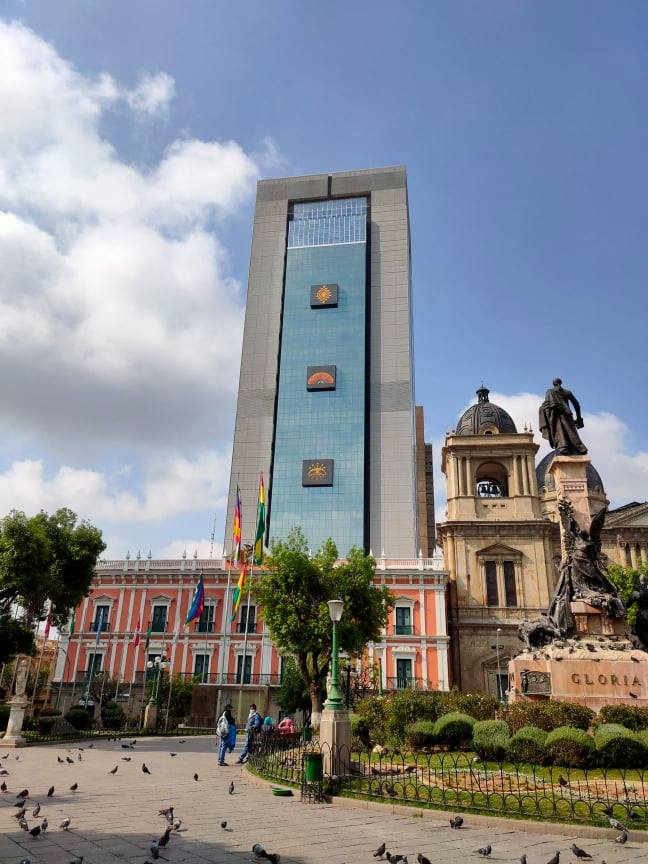
Casa Grande del Pueblo

#### Palacio de Gobierno
También denominado como Palacio Quemado, a partir de su incendio en marzo de 1875 durante la presidencia de Tomás Frías Ameller; detrás de esta estructura se ubica la Casa Grande del Pueblo una torre edificada que desde 2018 es sede de las oficinas presidenciales, construido durante la presidencia de Evo Morales, el ingreso principal a este edificio  por la calle Potosí.

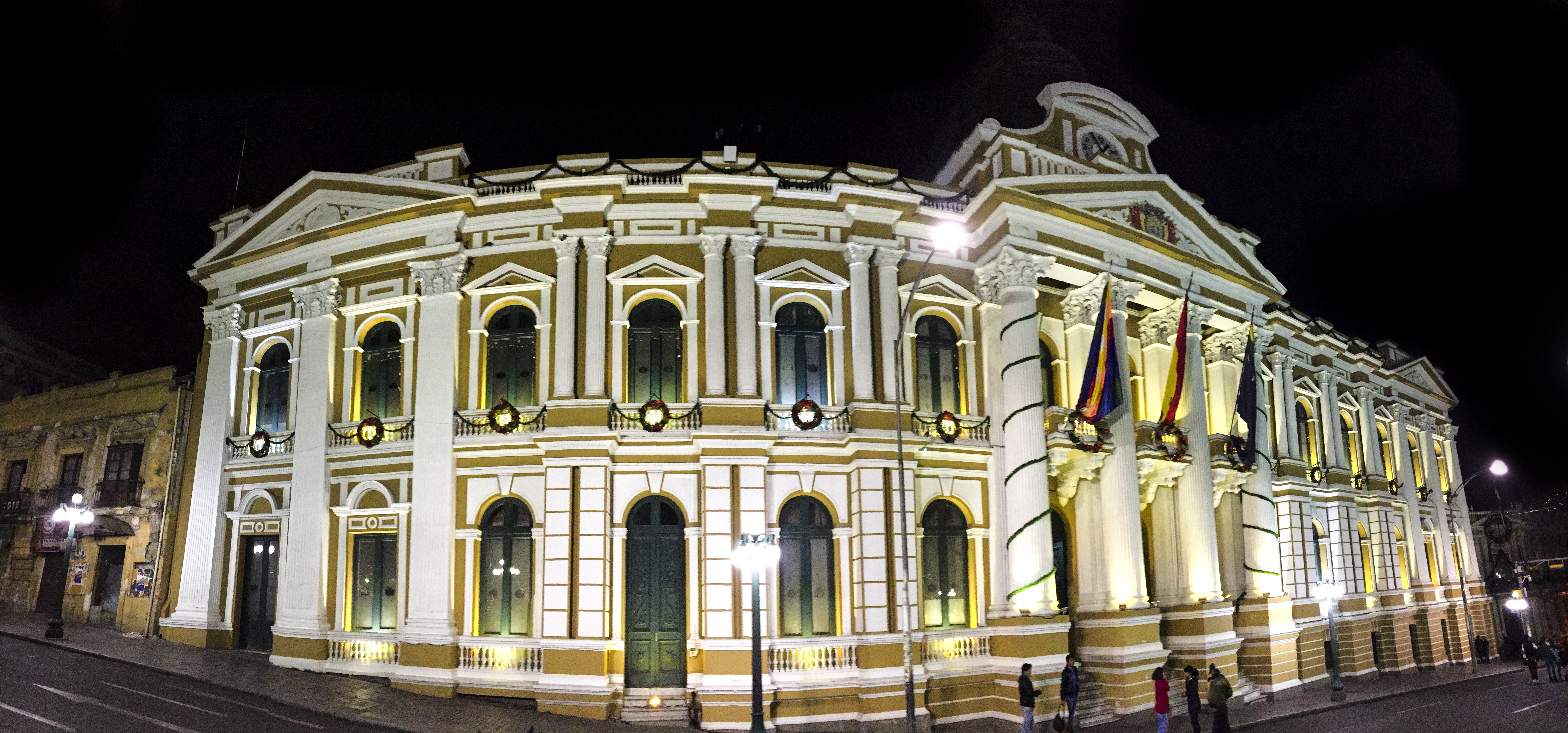
Vista nocturna del Palacio Legislativo en La Paz.

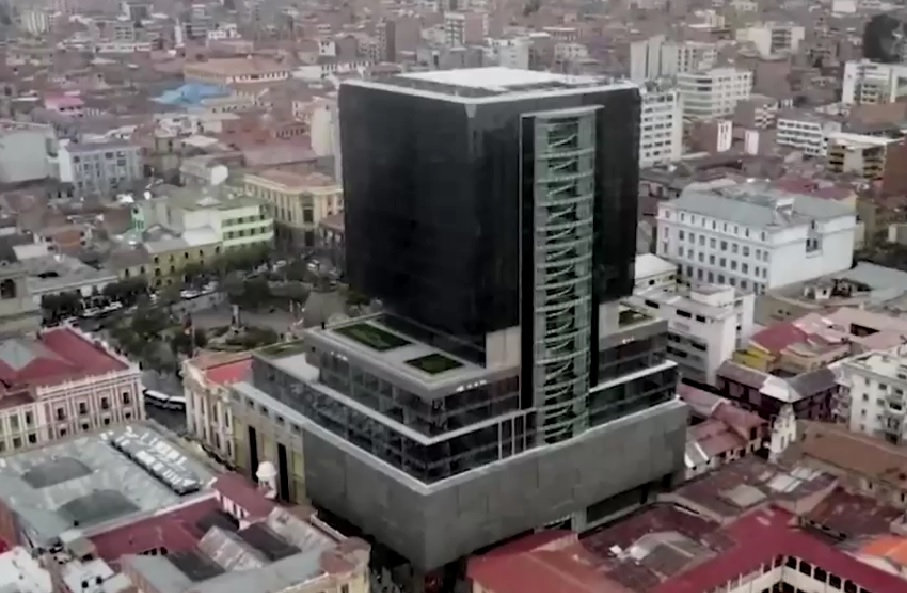
Vista aérea del Nuevo edificio de la Asamblea Plurinacional de Bolivia

#### Palacio Legislativo
Que antes era la iglesia del Loreto y el Colegio Seminario dependiente de la Compañía de Jesús hasta fines del siglo XIX, luego siendo demolidas esas edificaciones para construir el Palacio Legislativo estrenado en 1905 y sufriendo reformas y cambios del color en su fachada a lo largo del tiempo, siendo las más notables la de 1925 que le sustituyó la torre original por una mansarda metálica a imitación de cúpula en miniatura, eliminando la mayor parte de las florituras y aristas decorativas del edificio, alterando su original estilo victoriano por uno más asemejado al neoclásico, además de cambiarle el color de la fachada del crema y pardo al blanco entero, en la década de 1950 se le añadió el tuquesa en los detalles, siendo estos reformados por el plateado a fines de la década de 1960, el año 1990 el edificio sufrió otra reforma transformándolo a la coloración del ocre rojizo con detalles blancos para ser nuevamente retocado entre los años 1994 y 1996 bajo el argumento de recuperación de sus "colores originales"; en el año 2014 se sustituyó en su frontis, la apariencia y mecanismo del reloj tradicional o clásico por el denominado “reloj del sur” con el aval del vicepresidente Álvaro García como presidente del Legislativo e iniciativa del entonces canciller David Choquehuanca, quien a la vez es propugnador de tal percepción; las manecillas del reemplazante reloj giran hacia la izquierda (a contrarreloj), inspirados en un supuesto reloj solar andino. 
En el año 2016 se empezó la construcción del nuevo edificio legislativo en la parte posterior como anexo, que desde el año 2021 funciona como sede oficial del legislativo boliviano en funciones, siendo su ingreso principal por la esquina de las calles Colón y Comercio, quedando el tradicional edificio para uso ceremonial y administrativamente para papeles secundarios.

#### Gobierno Departamental de La Paz
Se ubica en la esquina de las calles Ayacucho y Comercio, inmueble con ingreso ochavo, anteriormente conocido como La Prefectura, su construcción data de principios del siglo XX.

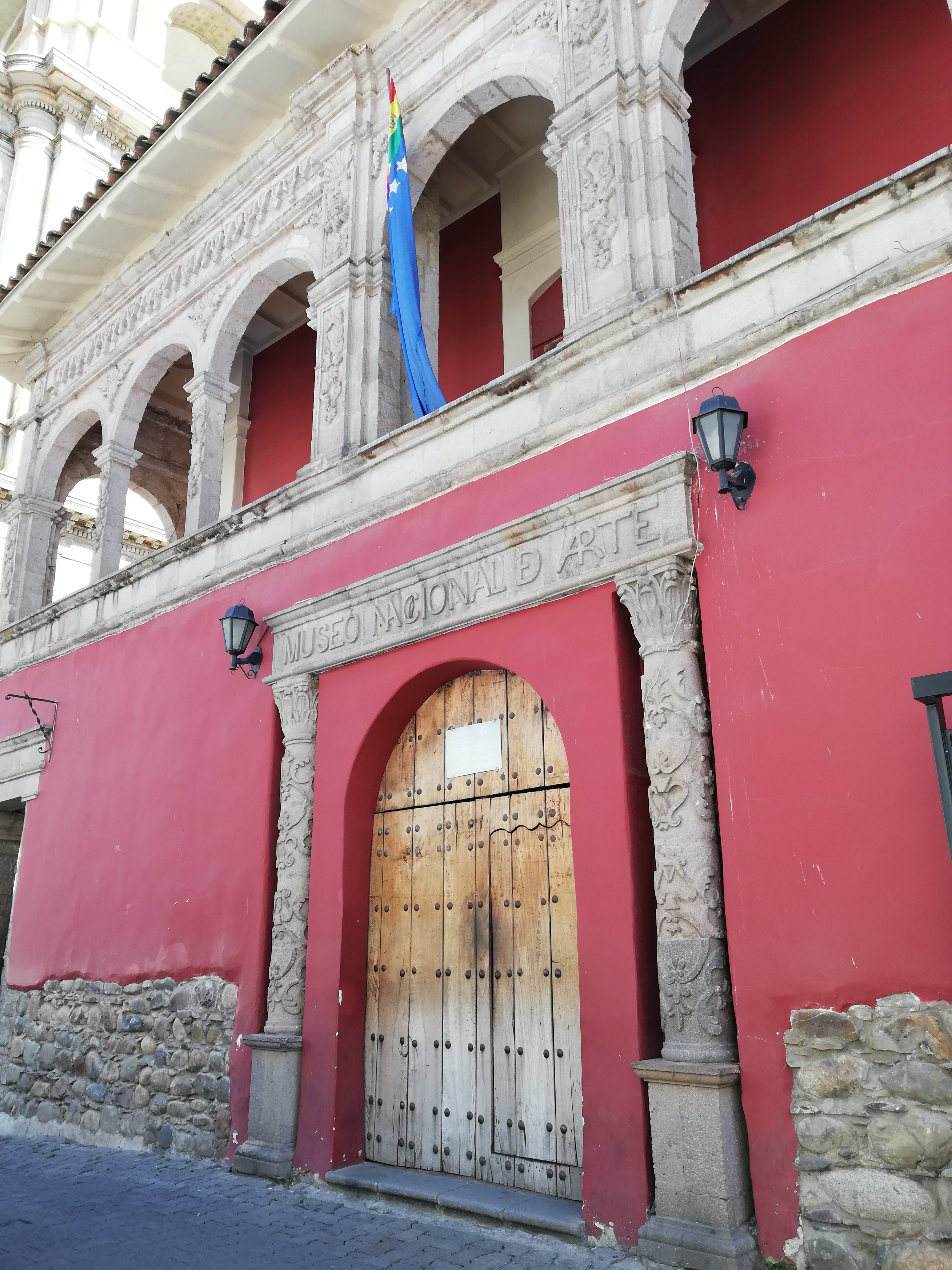
Museo Nacional de Arte

#### Museo Nacional de Arte
El Museo Nacional de Arte (Palacio Diez de Medina) está ubicado frente a la plaza, en intersección del paseo peatonal Calle Comercio y la Calle Socabaya. Construido en 1775, en un principio fue la residencia del entonces alcalde Don Francisco Tadeo Díez de Medina y Vidango. Luego pasó a ser propiedad de los Condes de Arana, en el periodo de la Revolución del 16 de julio pasó a ser propiedad de los Marqueses de Villaverde, y desde 1964 pasó a ser el Museo Nacional de Arte, el Museo tiene colecciones de pintores como Melchor Pérez de Holguín, Gregorio Gamarra,  Javier de Villota entre otros.

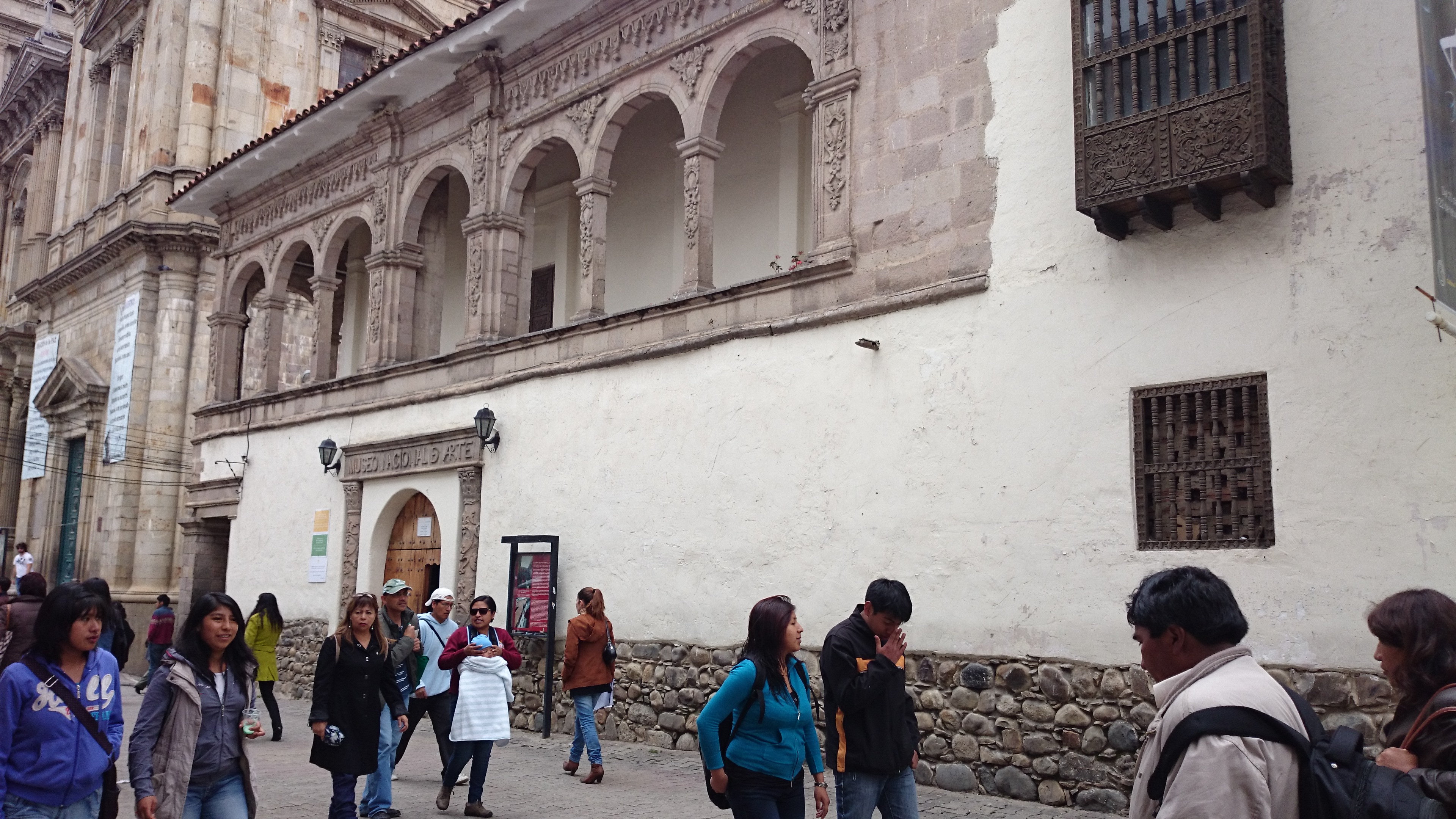
Calle Comercio y Museo Nacional de Arte

#### Calle Comercio
La Calle Comercio son dos calles que se inician en la plaza, la más antigua e importante comienza en la esquina de la Catedral con la calle Socabaya, conectándola con la avenida Montes, la calle Evaristo Valle y la plaza Alonso de Mendoza siendo parte del trazado inicial de la ciudad en 1549 a poco tiempo de su fundación, la calle alberga 22 edificaciones que conforman un conjunto patrimonial de la ciudad destacándose el Museo Nacional de Arte; en la segunda parte, se inicia en la esquina de la Plaza con la calle Ayacucho, prosiguiendo en tres cuadras que finalizan en la intersección con las calles Bueno, plazoleta Tomás Frías e inicios de avenida Illimani; en este trayecto se encuentran las oficinas del Senado en los prédios del ex Banco Minero, la iglesia de La Merced, la sede de la Interpol Bolivia y el Colegio Santa Anna.  

#### Palacio Arzobispal de La Paz
Se ubica en la esquina de las calles  A. Ballivián y Bolívar, una edificación de estilo afrancesado y la única con mansardas; irónicamente toda la atención administrativa incluyendo el despacho del Arzobispo operan en el inmueble de al lado sobre la calle A. Ballivián, conocido simplemente como La Arquidiócesis.

#### Museo y Archivo de Historia Militar
Se ubica entre el Hotel París y la Casa Agramont (en restauración) en la cuadra ubicada entre las calles Bolívar y Junín.

#### Cancillería
El edificio del Ministerio de Relaciones Exteriores y Culto está ubicado en la esquina de las calles Junín e Ingavi, su construcción fue entregada para el Centenario de Bolivia en 1925, posee una fachada ecléctica y afrancesada, el ingeso principal es achaflanado.

#### Caja Nacional de la Seguridad Social
El edificio de la Caja Nacional de la Seguridad Social conserva impactos de bala en su fachada a pesar de los varios retoques hechos a su pintura, que según su administración se trata de una "especie de memoria" a los enfrentamientos por los disturbios de febrero de 2003. Sobre esta misma cuadra se ubican tres domicilios particulares que tienen joyerías, estudios fotográficos y oficinas notariales y de servicios legales; se ubican en la acera entre las calles Ingavi y Comercio.

## Actividades
Una de las actividades con las que se inicia en la Plaza Murillo, es colocar las banderas en los mástiles a las seis de la mañana y se quitan estas mismas a las seis de la tarde, esta actividad se complementa con una marcha con instrumentos musicales y se lo realiza cada día. Todos los meses de julio y de agosto se llevan a cabo distintos desfiles militares.
Es el corazón de las actividades del casco antiguo de La Paz, donde personas de la tercera edad descansan; los niños juegan con una multitud de palomas, decenas de turistas se toman fotos y existen vendedores ambulantes en medio de funcionarios oficiales, dirigentes, políticos y decenas de periodistas.